# Шляхи введення ліків
Шлях введення лікарських засобів у фармакології — це шлях, яким ліки, рідина, отрута або інша речовина потрапляють в організм.
Процеси проникнення в організм, циркуляції та виведення з нього ліків у фармакології досліджує фармакокінетика.
Різноманітність шляхів введення лікарських препаратів всередину організму, зумовлює необхідність вибору ефективного та безпечного шляху введення, що визначає швидкість, силу і тривалість фармакологічного ефекту.

## Види
Шляхи введення ЛЗ розділяють на дві великі групи:
- Ентеральні (проходження лікарської речовини через весь шлунково-кишковий тракт при пероральному способі введення або через його певний відділ, як при ректальному)
- Парентеральні (оминаючи шлунково-кишковий тракт).

Кожен метод введення характеризується своїми особливостями, які і визначають вибір того чи іншого шляху для кожного конкретного препарату. Не має оптимального методу, всі відрізняються своїми перевагами та недоліками, тому при виборі методу введення необхідно це враховувати.

## Введення лікарських засобів ентерально
Ентеральне введення лікарських засобів поділяється на пероральне введення (через рот), сублінгвальне (під язик), трансбукальне (за щоку) та ректальне (через пряму кишку).

### Пероральне введення
Даний метод є найбільш доступним і зустрічається дуже часто.
Переваги:
- Можливість вживання ліків хворим самостійно, без спеціальної підготовки та допомоги;
- Не травматичність введення та відсутність ускладнень, які часто бувають при парентальних методах (особливо введенні в ЦНС);
- Можливість введення великої кількості препаратів.

Але даний метод також має ряд недоліків, який пов'язаний з фізіологією ШКТ:
- низька біодоступність ШКТ (шлунково-кишковий тракт) метаболізує частину препаратів до того як вони подіють);
- можливий шкідливий вплив на ШКТ;
- повільний розвиток терапевтичної дії, оскільки препарату необхідним є час щоб пройти крізь ШКТ і всмоктатися в кров;
- наявність індивідуальних відмінностей в швидкості і повноті всмоктування, адже в популяції широко розповсюджені поліморфні варіанти генів тих білків, які відповідають за метаболізм ліків;
- вплив їжі та інших препаратів на всмоктування, наприклад, не можна запивати таблетки соками чи кавою;
- руйнування в просвіті шлунка і кишечника (інсуліну, окситоцину та ін.) або при проходженні через печінку (гормони);
- неможливість введення ліків, які викликають сильну подразнювальну дію на кишечник.

Саме тому, якщо ми говоримо про ліки, які будуть вводитись перорально, необхідно враховувати ці мінуси і намагатись їх мінімізувати. Для попередження дратівної дії деяких лікарських речовин на слизову оболонку шлунку використовують таблетки, вкриті спеціальною плівкою, яка стійка до шлункового соку, але в лужному середовищі кишечника розщеплюється. Ця плівка також допомагає зменшити вплив речовин організму на препарат, щоб він не метаболізувався до необхідного часу. Для зменшення впливу їжі на безпечність та ефективність препарату необхідно вказувати переважні години приймання, їжу, яку не можна вживати за кілька годин до приймання ліків. Якщо препарат має сильну негативну дію на людей з певними поліморфними варіантами генів, необхідно виписувати дані ліки лише після консультації у лікаря та генетичного тестування.

### Сублінгвальне та трансбукальне введення
Вживання ліків під язик або за щоку загалом не відрізняється за перевагами та недоліками, тому розглядати ці два шляхи будемо разом. Можна сказати, що переваги сублінгвального та трансбукального введення схожі за зручністю та безпекою з пероральним, але також мають особливі переваги:
- відносно більш швидкий початок дії в порівнянні з пероральним шляхом введення;
- внаслідок «обходу» печінки, препарати не піддаються швидкій деструкції, а також впливу травних ферментів і pH шлунково-кишкового тракту;
- можливість зниження лікувальної дози через високу біологічну доступність таких препаратів і зниження побічних ефектів;
- можливість використання в надзвичайних ситуаціях, наприклад, при больових, спастичних синдромах, нападах стенокардії та астми;
- відсутність необхідності в запиванні водою або розжовуванні.

Недоліки:
- відносно мала площа поверхні під'язикової слизової і, внаслідок цього, невелика кількість препарату, що всмоктався, частіше для цього підходять препарати з невеликим дозуванням активної субстанції;
- значні втрати препарату через неконтрольоване проковтування слини;
- сублінгвальному прийманню препаратів перешкоджає вживання їжі та напоїв, розмови;
- цей шлях приймання не підходить для ліків пролонгованої дії;
- ці способи не може бути використані, коли пацієнт відмовляється від співпраці або знаходиться в несвідомому стані;
- пацієнт не повинен курити під час приймання таких ліків, тому що куріння викликає звуження кровоносних судин, що в свою чергу знижує всмоктування.

Сублінгвальний метод введення має певні переваги над трансбукальним — сублінгвальна ділянка порожнини рота більш проникна, ніж трансбукальна. Відмінності в проникності пов'язані з відносною товщиною, кровопостачанням і ступенем кератинізації цих мембран.
Загалом, біологічна доступність ліків при сублінгвальному введенні залежить також від фізико-хімічних властивостей субстанцій, тому не всі ліки можуть бути придатні для транспорту через слизову оболонку порожнини рота через особливості її будови і фізико-хімічної природи лікарського засобу. Ліки, які потребують метаболічної активації використовувати таким шляхом не можна.
Сублінгвальні препарати були розроблені для численних ситуацій, коли важливим є швидкий початок дії, починаючи від мігрені, закінчуючи психічними захворюваннями, такими як депресія і шизофренія. Крім нітрогліцерину з великим успіхом використовуються анальгезивні препарати. Прикладами цих препаратів є потужні анальгетики, такі як сублінгвальні форми фентанілу цитрату і бупренорфіну, інгібіторів АПФ (наприклад, каптоприл, верапаміл). Нітрогліцерин є препаратом, що застосовуються шляхом транспорту через слизову оболонку порожнини рота. Дослідження серцево-судинних препаратів, таких як каптоприл, верапаміл і пропафенон, довело перспективність їх використання в сублінгвальній формі.

### Ректальне введення
При ректальному введенні лікарські препарати вводяться, використовуючи слизову прямої кишки для отримання системного ефекту. В більшості випадків, цей метод використовується тоді, коли інші шляхи введення не доступні. Особливо прийнятний цей шлях, коли утруднено або неможливо введення препаратів пероральна (блювота, нудота, травми голови, спазм або непрохідність стравоходу і ін.), а також для дітей.
Пряма кишка добре постачається кров'ю і має високу всмоктувальну здатність для багатьох лікарських засобів.
Цей метод має переваги у зв'язку з тим, що препарати, введенні ректально, оминають ШКТ. Ректальне введення препаратів дозволяє уникнути подразнення слизової шлунка, а лікарська речовина не піддається дії ферментів шлунково-кишкового тракту. Тому у пряму кишку вводять лікарські речовини, які в значній мірі руйнуються в шлунку і печінці при їх пероральному застосуванні. Таким чином, в даний час багато лікарських препаратів можуть бути введені ректальним шляхом замість парентального або перорального введення.
Але ректальне введення лікарських препаратів може бути небезпечним у хворих зі зниженим імунодефіцитом, у яких найменша травма може привести до розвитку абсцесів. Окрім цього біодоступність при ректальному введенні зазвичай нижче, ніж відповідних доз при пероральному введенні.

## Введення лікарських засобів парентерально

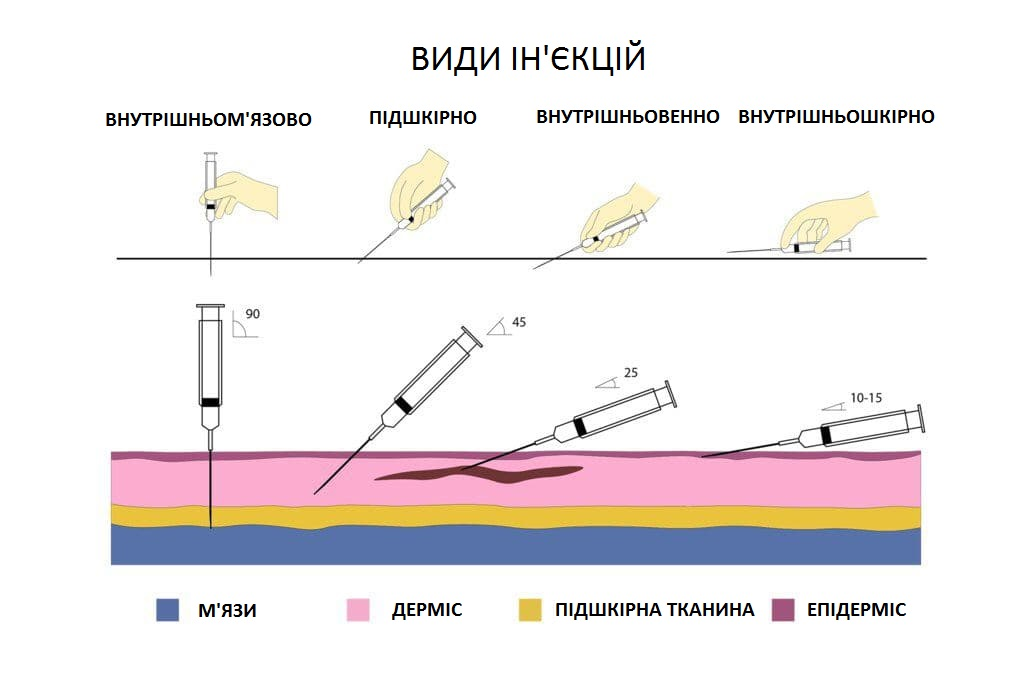
До основних видів ін'єкцій відносять такі: внутрішньом'язова (intramuscular), підшкірна (subcutaneous), внутрішньовенна (intravenous), внутрішкірна (intracutaneous)

Серед шляхів парентального введення можна виділити велику кількість варіантів, наприклад внутрішньом'язовий, внутрішньосудинний, підшкірний, внутрішньошкірний, введення в ЦНС, внутрішньокістковий, інтраназальний, субкон'юнктивальний. Але основними є введення в вену або в м'язи.[джерело?]

### Внутрішньосудинне введення
- внутрішньовенне
- внутрішньоартеріальне
- «ендолімфатичне»

Введення препаратів проводять струменевим або краплинним способом. У судини вводять тільки водні, іноді спиртові розчини з концентрацією спирту не більше 30 %. Даний спосіб забезпечує швидку появу лікувального ефекту, дозволяє відразу припинити введення препарату при розвитку небажаних реакцій і здійснити точне дозування лікарського препарату. При цьому методі відсутній вплив секретів ШКТ і ферментів печінки, що має місце при внутрішньому вживанні ліків. Також існує можливість введення лікарської речовини хворому, що знаходиться в несвідомому стані або коли ліки не можна вводити через рот.
Але існує і ряд недоліків даного методу:
- при введенні рідин через пошкоджений покрив шкіри, в кров легко можуть потрапити і патогенні мікроорганізми;
- разом з розчином для ін'єкцій в організм може бути введено повітря, що викликає емболію судин або розлад серцевої діяльності;
- навіть незначні кількості сторонніх домішок можуть нанести шкідливий вплив на організм хворого;
- психоемоційний аспект, пов'язаний з хворобливістю ін'єкційного шляху введення;
- ін'єкції ліків можуть здійснюватися тільки кваліфікованими фахівцями[8].

Даний шлях введення (внутрішньосудинне введення) поділяється також на кілька типів — можна вводити ліки в вени, артерії чи безпосередньо в аорту.
Найчастіше використовують введення ін'єкцій в вени — з периферичних вен для введення ліків найбільш часто використовують ліктьову вену (солідний діаметр, розташована поверхнево).
Внутрішньоартеріальне введення використовують досить рідко. Зазвичай цей спосіб можна побачити для введенні діагностичних рентгеноконтрастних лікарських засобів при ангіографії. Також цей спосіб введення застосовують при необхідності досягнення високих концентрацій препарату в будь-якому органі і уникнення системної дії препарату. Для цієї мети лікарські засоби вводять безпосередньо в артерію, яка насичує кров'ю даний орган (внутрішньоартеріальне введення цитостатика тіофосфаміду в артерію, яка оточує щитоподібну залозу, при раку). Але цей шлях є досить складним, і небезпечним. Існує можливість розвитку тромбозу та некрозу тканини (стінки артерій містять значні кількості катехоламінів, які при введенні речовин з подразнюючими властивостями можуть звільнятися і викликати стійкий спазм судини з некрозом тканини).

### Внутрішньом'язове введення
Деякі лікарські засоби при підшкірному введенні спричинюють біль і погано розсмоктуються, що призводить до утворення інфільтратів. При використанні таких препаратів, а також в тих випадках, коли хочуть отримати більш швидкий ефект, підшкірне введення замінюють внутрішньом'язовим. Також значною перевагою є те, що м'язи мають більш широку мережу кровоносних і лімфатичних судин, що створює умови для швидкого і повного всмоктування ліків. При внутрішньом'язовій ін'єкції створюється депо, з якого лікарський засіб повільно всмоктується в кровоносне русло, і це підтримує необхідну його концентрацію в організмі, що особливо важливо стосовно до антибіотиків.

### Інші методи парентального введення
- Інгаляційний[11][12]
- Нашкірний (трансдермальний)[13][14]
- Інсталяційний[11]
- Внутрішньошкірний[15]
- Підшкірний[1][15]
- У порожнини (внутрішньосерцевий[12], внутрішньосуглобовий)
- Інтратектальний (під мозкові оболони, наприклад субарахноїдальний, епідуральний)[11][12]
- Внутрішньокістковий[16]
- Електрофоретичний[17][13], УЗ введення

#### Інсталяційний
Закапування, зрошування, змазування, рідко аплікація.
Це шлях введення ліків у око, вухо та ніс. Дані шляхи використовують тоді, коли місце дії ліків знаходиться поруч з місцем введення і не потрібно проходити довгий шлях доставляння. Але в більшості випадків дія такого препарату буде місцевою і для системного лікування підходить мало. Введення безпосередньо на шкіру — з метою досягнення місцевого ефекту або впливу в масштабах організму, або за допомогою пластиру з метою досягнення системного ефекту.
Цікавим є інтраназальне введення. Раніше таким методом вводили препарати для лікування ринітів, тобто речовини, дія яких розвивалося на рівні слизових носової порожнини. Однак в даний час інтраназально стали застосовуватися ліки і для отримання системного ефекту. Інтенсивне постачання кровоносними судинами слизової носа створює високий ступінь проникності і робить назальний спосіб введення привабливим для багатьох лікарських засобів, в тому числі білків і пептидів. Крім того, всмоктування ліків через нюхову область носа забезпечує для фармацевтичних субстанцій доступність для центральної нервової системи. Інтраназально доцільно призначати лікарські речовини, що руйнуються в шлунково-кишковому тракті або піддаються активному пресистемному метаболізму (тому вимушено використовувані ін'єкційним способом), тому що інтраназальне введення гарантує попадання лікарського речовини в системний кровотік, минаючи печінку. Інтраназальне введення вакцин є вкрай привабливим в плані дії і сприйняття пацієнтами. Однак, при такому введенні лікарських препаратів існують і деякі проблеми. Спостерігаються певні відмінності фізіологічних процесів в порожнині носа у різних людей, а також захисні механізми, що перешкоджають проникненню речовин через слизову носа. Введення чужорідних сполук викликає розвиток місцевих ускладнень, а низька біодоступність препаратів вимагає введення в якості допоміжних речовин спеціальних «підсилювачів абсорбції», які в свою чергу можуть пошкоджувати слизові оболонки порожнини носа.

#### Підшкірний, внутрішньошкірний
Можливо введення під шкіру, або всередину шкіри. При цьому перевагами підшкірного введення ліків є те, що вони забезпечують надійність дії препаратів і можливо введення їх самим хворим. Недоліки підшкірного введення ліків полягають в поганому усмоктуваність препарату при недостатньому периферичному кровообігу; крім того, повторні ін'єкції в одне і те ж місце викликають атрофію жирової тканини, що призводить до порушення абсорбції.

#### Інтратектальний
Введення препаратів в ЦНС: проблемою при лікуванні багатьох захворювань головного мозку є труднощі подолання гематоенцефалічного бар'єру — ендотеліальних клітин, що вистилають кровоносні судини головного мозку і перешкоджають надходженню певних речовин з крові. Тільки речовини з низькою молекулярною масою або ж жиророзчинні молекули можуть проходити через цей бар'єр. Цим критеріям, наприклад, відповідають — алкоголь, кофеїн, нікотин, антидепресанти, але більшість лікарських засобів не може пройти через гематоенцефалічний бар'єр. Відповідно, бар'єр, слугуючи засобом захисту від різних токсинів, також є головною перешкодою для введення терапевтичних засобів при лікування різних нервових розладів.
Даний спосіб введення іноді називають інтратекальний, тому що йдеться про доставляння речовини в підоболонковий простір (від лат. Teka — оболонка), тобто після проколу твердої мозкової оболони. У нейрохірургічної практиці анестетик і кортикостероїдні препарати можуть вводитися в епідуральний простір, тобто між твердою оболоною спинного мозку і жовтою зв'язкою.
Основними перевагами інтратекального введення є можливість створення максимальних концентрацій лікарського речовини в мозковій тканині та цереброспинальній рідині, а також введення препаратів, що не проникають через гематоенцефалічний бар'єр. У ряді випадків введення лікарського засобу в кінцеву точку дозволяє зменшити його дозу і знизити його системну токсичну дію.
До недоліків методу можна віднести дещо складну методику введення фармакологічних засобів, ризик перепадів інтракраніального тиску і неможливість введення емульсій та суспензій. При дотриманні техніки виконання люмбальної пункції, ймовірність пошкодження мозкової тканини мінімальна.